# DLR Waves Football Club
Maillots
Actualités
Le DLR Waves Football Club est un club de football irlandais. Le club est basé dans le Comté de Dún Laoghaire-Rathdown. Le club connait une histoire en trois temps : créé au départ sous le nom de DLR Waves, il fusionne ensuite en 2014 avec University College Dublin. UCD se désengaeant au terme de la saison 2018, le club redevient DLR en décembre 2018.

## Histoire
Selon l'ouvrage History of UCD Sport du Professeur Meenan UCD est un des plus anciens clubs de football féminin d'Irlande puisqu'il a été créé en 1966. Il joue l'année suivante ses premiers matchs dont un contre Dublin University l'équipe sportive de Trinity College. Néanmoins, ce n'est pas avant les années 1980 que le club dispute des matchs réguliers. En 1983 et 1984, le club est finaliste de la coupe inter-universitaire. En 1992, UCD intègre le championnat inter-universitaire (National Colleges League). En 1994-1995, UCD remporte le championnat en remportant tous ses matchs et en n'encaissant aucun but pendant la compétition. Cette année-là, UCD remporte aussi la coupe. Le club renouvelle ce doublé en 1996-1997,.
Au début des années 2000, UCD intègre les épreuves nationales pour la toute première fois en s'engageant dans la Dublin Women's Soccer League et la coupe d'Irlande de football féminin. Avec des joueuses comme Marie Curtin, Sylvia Gee et Mary Waldron, toutes devenues internationales irlandaises depuis, UCD arrive à rivaliser avec les Shamrock Rovers alors l'équipe phare du championnat. UCD s'impose quatre fois consécutivement dans la Dublin Women's Soccer League entre 2003 et 2006. UCD s'impose aussi trois fois de suite en Coupe d'Irlande entre 2002 et 2004.
En août 2012, la Fédération irlandaise annonce la création d'une nouvelle équipe et l'intègre au sein du Championnat d'Irlande qu'elle tente de relancer. Le club est basé à Dún Laoghaire et se nomme DLR Waves. Il intègre le championnat pour la saison 2012-2013. Cette nouvelle entité est créée sous l'égide du Conseil du Comté de Dún Laoghaire-Rathdown afin de promouvoir la pratique du football féminin dans le comté. Pour sa première saison DLR Waves se classe cinquième avec une équipe composée d'anciennes joueuses de UCD comme Sylvia Gee.
Au commencement de la saison 2014-2015, UCD et DLR fusionnent pour constituer un nouveau club.